# Masaya Saito
Masaya Saito (斎藤 雅也 Saito Masaya?, nacido el 8 de junio de 1985 en Tokio) es un exfutbolista japonés. Jugaba de defensa y su último club fue el Sony Sendai de Japón.

## Trayectoria

### Clubes
| Club        | País  | Año         |
| ----------- | ----- | ----------- |
| Tochigi SC  | Japón | 2008 - 2009 |
| Sony Sendai | Japón | 2010 - 2012 |